# 尖葉真蘚
尖葉真蘚（学名：Bryum apiculatum）为真蘚科真蘚屬下的一个种。

## 扩展阅读
- 維基物種上的相關：尖葉真蘚